# Теверен
Теверен (на немски: Teveren) е от 1 януари 1972 г. част от град Гайленкирхен в Северен Рейн-Вестфалия (Германия) с 2326 жители (на 31 ноември 2012).